# Замужем за мафией (фильм, 1988)
«Замужем за мафией» (англ. Married to the Mob) — кинокомедия 1988 года режиссёра Джонатана Демми с Мэттью Модайном, Алеком Болдуином, Мишель Пфайффер, Джоан Кьюсак и Мерседес Рул в главных ролях.

## Сюжет
Агент ФБР Майк Дауни стремится проникнуть в мафиозное семейство. Ему подворачивается удачный шанс сделать это, когда босс местной преступной группировки, Тони «Тигр» Руссо, в приступе ревности убивает работающего на него Фрэнка де Марко, мужа симпатичной домохозяйки Анджелы. После похорон Фрэнка Тони начинает проявлять живой интерес к новоиспечённой вдове. Развитию романтических отношений между ними мешает ревность импульсивной супруги Тони Руссо, Конни. Анджела не желает быть объектом нездоровых притязаний Тони и потенциальной жертвой ревности необузданной Конни, поэтому жертвует свой дом вместе со всем содержимым благотворительной организации и уезжает. Она поселяется в запущенной квартире одного из неблагополучных кварталов, надеясь тем самым сбить со следа возможных преследователей и оборвать таким образом все связи с прошлым. Анджела устраивается на работу в парикмахерскую и пытается начать новую жизнь. Однажды она знакомится в лифте с продолжающим следить за ней Майком Дауни, не подозревая о том, что он является сотрудником спецслужбы. По ходу картины между Майком Дауни и Анджелой возникает взаимное романтическое чувство. После попытки покушения на него в заведении «Burger World» Тони соглашается встретиться с боссами других мафиозных семей для переговоров. Анджелу, между тем, задерживают, доставляют в офис ФБР и склоняют к сотрудничеству. В Майами, где назначена сходка главарей мафии, в гостиничном номере для новобрачных, разворачивается сцена разоблачения Дауни как агента ФБР с последующей перестрелкой между ним и подручными Тони Руссо. Босса мафии арестовывают — его ждёт судебный процесс и длительный тюремный срок. Анджела и Майк восстанавливают пошатнувшиеся было отношения и решают остаться вместе.

## Актёрский состав
| Актёр           | Роль                            |
| --------------- | ------------------------------- |
| Мэттью Модайн   | Майк Дауни                      |
| Алек Болдуин    | Фрэнк де Марко                  |
| Мишель Пфайффер | Анджела де Марко                |
| Джоан Кьюсак    | Роуз                            |
| Мерседес Рул    | Конни Руссо                     |
| Оливер Платт    | Агент Эд Бенитес                |
| Дин Стоквелл    | Тони «Тигра» Руссо              |
| Нэнси Трэвис    | Карен Латник                    |
| Мария Карнилова | мать Фрэнка                     |
| Обба Бабатунде  | лицо из органов юстиции         |
| Элли Корнелл    | напористый репортёр (1-й ролик) |